# زمباخ
زمباخ (به آلمانی: Sembach) یک شهر در آلمان است که در کایزرسلاوترن واقع شده‌است. زمباخ ۱٬۱۷۳ نفر جمعیت دارد.